# Frank Stanzl
Frank Stanzl (* 22. Dezember 1970 in Heidelberg) ist ein deutscher Organist, Cembalist und Komponist.
Frank Stanzl studierte an der Hochschule für Musik in Köln u. a. Orgel bei Peter Neumann und Margareta Hürholz, Klavier bei Nina Tichman, Komposition bei Johannes Fritsch. Ein Cembalostudium erfolgte bei Gerald Hambitzer in Saarbrücken. Weitere musikalische Anregungen erhielt er durch Kontakte zu Sergiu Celibidache, Jean Guillou, Klarenz Barlow, Thierry Mechler, György Ligeti u. a.
Er wurde mit zahlreichen internationalen Preisen ausgezeichnet und konzertiert regelmäßig im In- und Ausland.
Seit Januar 2018 besetzt Stanzl die Kirchenmusikerstelle an der evangelischen Dietrich-Bonhoeffer-Kirche in Köln-Junkersdorf.

## Kompositionen
Seine frühen Kompositionen sind stark beeinflusst durch Prokofjew, Strawinski und Francis Poulenc. Davon abgesehen gibt es einige wenige in strenger Zwölftontechnik.
Später entstanden Werke Neuer Musik inspiriert durch Johannes Fritsch und dessen musikalisches Umfeld, ferner durch Morton Feldman und György Ligeti.
Die Philosophie der Reduktion und der Beschränkung auf das Wesentliche prägten seine Musik seit Anfang des Jahrtausends.
Seine geistige Haltung zum Instrument, die Erweiterung und Verfeinerung der Spieltechnik führten zu einer großen Zahl von einzigartigen Orgelkompositionen.